# Merchandising
Merchandising – działalność marketingowa, której istotę stanowi stosowanie znaków towarowych, postaci, przedstawień, wizerunków i symboli kojarzonych przez odbiorców z jednym produktem – najczęściej serialem telewizyjnym lub filmem – w celu poprawy efektów sprzedaży innego produktu, adresowanego do szerokich rzesz konsumentów, a oferowanego z zasady w sprzedaży detalicznej. Najczęściej wykorzystuje się w takich przypadkach postacie i symbolikę występującą w filmach dla dzieci i młodzieży, ale również postacie, wizerunki, rekwizyty i symbole związane z takimi produkcjami telewizyjnymi dla dorosłych jak telenowele, seriale, show, teleturnieje, relacje sportowe etc. 
Merchandising jest często rozumiany jako sposób prezentacji towarów w punktach sprzedaży, sztuka podnoszenia efektywności sprzedaży towarów masowych i w masowej skali poprzez wykorzystanie topografii sklepu oraz elementarnych zasad psychologii społecznej, sztuki prezentacji produktów, budowanie skojarzeń klientów oraz stosowanie różnorodnych chwytów marketingowych.
Merchandising w tym drugim znaczeniu to sposoby wpływania na zachowania klientów poprzez wystrój pomieszczenia i sposób prezentacji towarów w celu zwiększenia sprzedaży, zainteresowania odbiorców, a nawet zwiększenia subiektywnej wartości towaru w oczach klienta.
Cele pośrednie określa akronim AIDA, od angielskich słów: Attention – Interest – Desire – Action, czyli: przyciągnąć uwagę klienta – wzbudzić jego zainteresowanie – i pożądanie, potrzebę posiadania – oraz zainicjować działanie, czyli zakup.
Merchandising działa poprzez informowanie w sposób atrakcyjny, zrozumiały i przekonujący o istnieniu i lokalizacji sklepu, oferowanym asortymencie towarów, nowościach, towarach godnych szczególnej uwagi, rozmieszczeniu stoisk. 
Informacja jest różnicowana dla osób:
- które nie miały zamiaru wchodzić do sklepu, ale coś je ku temu skłoni,
- które weszły po określony produkt, ale może kupią coś jeszcze,
- które są stałymi klientami i warto zadbać, aby takimi zostały.

Sytuacja przykładowa:
Z ulicy klienta przyciąga wystawa. Aby nie stała się częścią tła, często zmienia się jej wystrój dbając o jej atrakcyjność. We wnętrzu przyjemny nastrój stwarzany aranżacją ekspozycji, kolorem, oświetleniem, tłem dźwiękowym, sympatyczny i gotów do pomocy personel, ale także pułapki. Dyskretnie narzucony kierunek ruchu i towary pierwszej potrzeby jak najdalej od wejścia powodują konieczność przejścia obok wielu stoisk. Towary łatwo dostępne, te przewidziane do szybkiej rotacji, umieszczone są na wysokości oczu, a przy kasie drobiazgi i słodycze, które w czasie oczekiwania w kolejce mogą skłonić do impulsywnego zakupu. Dodatkowo stosowane są akcje lojalnościowe: kupony rabatowe, loterie, czy drobne upominki dla stałych klientów.
Podobne techniki merchandisingowe stosują zarówno wielkie sieci handlowe, jak i punkty sprzedaży oferujące dobra dla bardzo nielicznej klienteli.